# Reza de Wet
Reza de Wet, née le 11 mai 1952 à Senekal en Afrique du Sud et morte le 27 janvier 2012 à Grahamstown en Afrique du Sud, est une actrice, une enseignante et une dramaturge sud-africaine. 
Elle fait partie des Sestigers. Ses textes sont écrits en afrikaans ou en anglais. Elle est reconnue comme l'une des plus grandes dramaturges d'Afrique du Sud, avec une écriture anti-réaliste, et un thème majeur : le déclin inexorable de la culture afrikaner.

## Biographie

### Origines et famille
Elle est née en 1952 à Senekal, une petite ville de la province de l'État libre d'Orange (actuel État-libre) en Afrique du Sud. 
Fille unique du juge H.F. de Wet et d’Elizabeth Mary (ou Marais), elle est la petite-fille de Charlie Marais, le frère aîné du poète et écrivain Eugène Marais. En outre, le cousin de son arrière-grand père était Christiaan de Wet, un général boer qui s'était illustré durant la deuxième Guerre des Boers avant de devenir un homme politique. 
« Ma mère avait un merveilleux sens de l'étrange et du macabre - une actrice née », raconte-t-elle en 2011 à un journaliste de Die Burger, « Ma grand-mère était une mezzo soprano douée à qui un contrat avait été offert à La Scala, en Italie ». 
Elle indique à un autre journaliste en 1997 : « En tant que fille unique, je lisais beaucoup et je grandissais avec des amis que personne ne pouvait voir. J’ai commencé à écrire à l’âge de cinq ans. Quand j’étais en classe A, j’avais déjà une anthologie d’une vingtaine de poèmes et j'ai également grandi avec les poèmes d'Eugène Marais et le monde sombre et fantastique de ses nouvelles et histoires de fantômes. ». Elle commence à prendre plaisir à être actrice dans les spectacles scolaires. Elle confie aussi : « Je n'ai jamais été traîné à l'église. Il n'y a jamais eu une telle chose. En fait, il y avait beaucoup de liberté et je suis entré en contact avec la littérature dès mon enfance. Les livres de ma mère étaient tous en anglais. Ce que je lisais quand j'étais enfant était souvent en anglais ». 
A la fin des années 1960, elle découvre aussi le théâtre de Samuel Beckett, poursuit des études supérieures, obtient notamment une maîtrise en littérature anglaise et un diplôme de l'école d'art dramatique de l'Université du Cap.

### Carrière
Reza de Wet mène une carrière d'actrice et enseigne au département de théâtre de l'Université Rhodes, située à Grahamstown. Elle se consacre également à l'écriture de drames : sur ses douze pièces de théâtre, cinq sont en anglais, et sept en afrikaans. Elle est remarquée dès sa première pièce, Diepe Grond (qui peut se traduire par Au cœur de la terre) parue en anglais en 1985 sous le titre African Gothic. Ce titre anglais évoque un tableau du peintre américain Grant Wood, intitulé American Gothic. La pièce de Reza de Wet est une subversion d'un conte populaire afrikaans pour enfants, qui se passe dans une ferme idyllique, un Eden sud-africain, où les parents sont bons et responsables, les enfants sains, la nounou noire considérée comme une seconde mère, les ouvriers souriants et heureux, avec, dans le ciel, un Dieu bienveillant et vigilant. La pièce met en scène un frère et une sœur incestueux et probablement parricides. La nounou noire, relativement silencieuse regarde avec amour les enfants de ses anciens employeurs s'autodétruire. Même le jour et la nuit sont inversés : le frère et la sœur s'endorment au lever du soleil et se réveillent au coucher. La terre de la ferme est en jachère. Cette pièce de Reza de Wet est écrite à un moment où la contestation monte dans le pays contre la politique d'apartheid, laquelle est soutenue par la majorité de la communauté blanche, en essayant de se convaincre que le milieu dans lequel elle vit est sain et peut-être même moral. La pièce est présentée, la première fois, au festival de l'Association de la langue et de la culture afrikaans ('Afrikaanse Taal- en Kultuurvereniging, (ATKV),,.
Reza de Wet a reçu de nombreux prix pour ses différentes créations, dont le Prix Hertzog à deux reprises, en 1994 et 1997).
Elle meurt en 2012 d'une leucémie à son domicile de Grahamstown.

## Principales publications

### En afrikaans
| Année | Titre             |
| ----- | ----------------- |
| 1986  | Diepe grond       |
| 1991  | Vrystaat-trilogie |
| 1993  | Trits             |
| 1995  | Stil Mathilda     |
| 1996  | Drie susters twee |
| 2009  | Blou uur          |
| 2011  | Die see           |

### En anglais
| Année | Titre                                                   |
| ----- | ------------------------------------------------------- |
| 2000  | Plays One: Missing; Crossing: Miracle                   |
| 2002  | Russian trilogy: Three sisters two, Yelena, On the lake |
| 2005  | Plays Two: African Gothic; Good heavens; Breathing in   |
| 2006  | The brothers                                            |
| 2007  | Two plays: Concealment; Fever                           |